# Туника (оболочники)

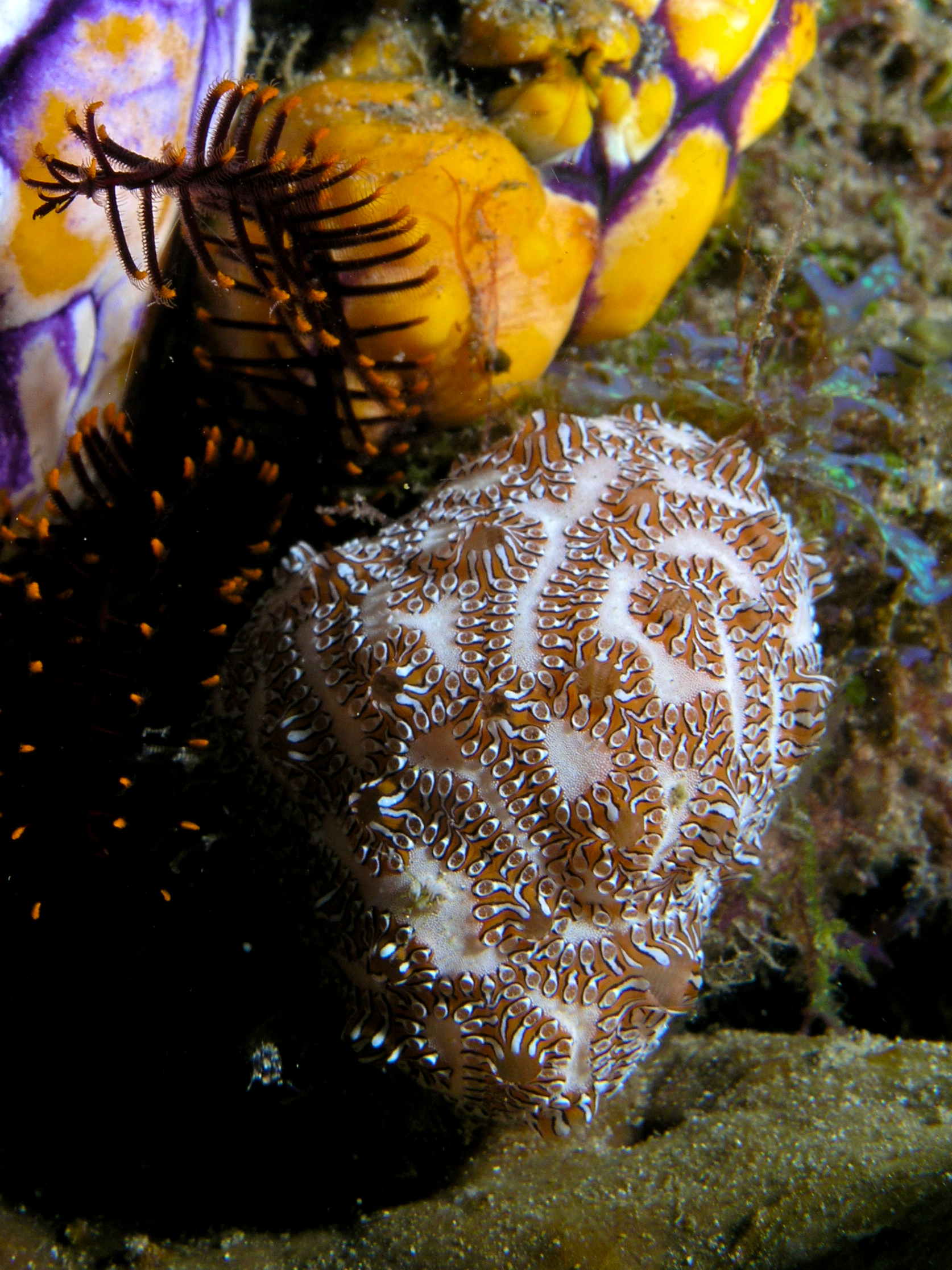
Колониальная асцидия из рода Botryllus, как и другие представители класса, покрыта туникой

Туни́ка, или мантия, — наружный покров, одевающий[прояснить] тело оболочников. Туника — кутикулярное образование, которое при дальнейшем развитии принимает характер остовной ткани и может расти самостоятельно, достигая значительной толщины. Туника имеет студенистую, кожистую или даже хрящеватую консистенцию и бывает окрашена в различные цвета. Она состоит из особого вещества, так называемого туницина, химический состав и свойства которого соответствуют целлюлозе.